# Secretoma
El secretoma es el conjunto de proteínas, consecuencia de la expresión génica de un organismo, que es secretado al espacio extracelular. En humanos, este subconjunto del proteoma abarca un 13-20% de todas las proteínas, incluyendo citoquinas, factores de crecimiento, matrices extracelulares proteínas y reguladoras, y 
receptores de cabaña. 
El secretoma de un tejido concreto puede ser medido por espectrometría de masa y su análisis constituye un tipo de proteómica conocida como secretómica.

## Etimología
El término secretoma fue acuñado por Tjalsma y otros en 2004 para indicar todos los factores que constituyen la vía secretoria de una célula. En 2010, esta definición del secretoma fue revisada para incluir solo proteínas segregadas al espacio extracelular. Conceptos relacionados incluyen el matrisoma, el cual es el subconjunto del secretoma que incluye proteínas de matrices extracelulares y sus proteínas asociadas; el receptoma, el cual incluye todos receptores de membrana, y el adenoma, el cual incluye todas las  proteínas implicadas en adhesión de células.
Ómica es un neologismo que en Biología Molecular se utiliza como sufijo para referirse al estudio de la totalidad o del conjunto de algo, como  proteínas:  proteomica o secretomica.

## Cuantificación
Las proteínas segregadas en humanos forman el 13–20% del proteoma entero e incluyen factores de crecimiento, quimiocinas, citoquinas, moléculas de adhesión, proteasas y receptores de cabaña. Genes de proteína humanos (39%, 19613 genes) están pronosticados para tener tanto un péptido de señal y por lo menos una región transmembranal que sugiere un activo transporte de la proteína correspondiente fuera de la célula (secreción) o localizar uno de los numerosos sistemas de membrana en la célula. Hay una variedad vasta de metodologías disponibles para estudiar secretomas de células vegetales, células animales, células madre y células cancerígenas.